# كلود بلات
كلود بلات (بالإنجليزية: Claude Platt)‏ هو لاعب رماية أسترالي، ولد في 3 مارس 1904 في Sunny Corner, New South Wales ‏ في أستراليا، وتوفي في 13 أكتوبر 1966 في سيدني في أستراليا.

## وصلات خارجية
- كلود بلات على موقع أوليمبيديا (الإنجليزية)
- كلود بلات على موقع اللجنة الأولمبية الأسترالية (الإنجليزية)